# Робокоп (персонаж)
Робокоп (англ. RoboCop) — главный персонаж серии одноимённых фантастических фильмов.
Изначально персонаж являлся обычным офицером полиции Детройта по имени Алекс Мёрфи (англ. Alex Murphy), пока не был убит при исполнении служебных обязанностей. После этого корпорация «OCP» забрала тело Алекса и создала на базе его центральной нервной системы Робокопа. Длительное время спустя получившийся киборг вспомнил отдельные моменты своего прошлого и вновь стал называть себя Алексом Мёрфи.
Однако, несмотря на присутствие в конструкции нервной ткани человека, компания отказывается признавать наличие у киборга сознания и заявляет на него право собственности.
Согласно сюжету оригинальной трилогии, Алекс Мёрфи стал единственной удачной реализацией концепции роботизированного полицейского, осуществлённой благодаря особенностям психики донора. Другие модели, созданные в рамках программы «Робокоп», либо покончили с собой (созданные на основе ЦНС человека), либо оказались недостаточно гибкими при адаптации к окружающей среде.

## Появления

### Фильмы
«Робокоп» (1987) — первый фильм оригинальной трилогии, где главный герой был обычным человеком, полицейским, жестоко расстрелянным бандой Кларенса Боддикера, но возвращённый к жизни путём роботизирования.
«Робокоп 2» (1990) — второй фильм оригинальной трилогии.
«Робокоп 3» (1993) — третий фильм оригинальной трилогии.
«Робокоп» (2014) — ремейк оригинальной трилогии. Новая версия Робокопа имела два варианта «костюма»: близкий к классическому и модернизированный — оформленный в чёрных тонах. Робокоп из ремейка отличался существенно большей эмоциональностью и личностной связью со своим «человеческим» прошлым, обладал способностью быстро двигаться и располагал двумя пистолетами. Кроме того, ему была сохранена кисть правой руки.

### Телесериалы
«Робокоп» — канадский телесериал 1994 года, основанный на франшизе «Робокоп». Роль Робокопа исполнил Ричард Иден.
Сериал был рассчитан в первую очередь на детскую и подростковую аудиторию, из-за чего в нём нет такого насилия, которое было отличительной чертой «Робокопа» (1987) и «Робокопа 2» (1990). Сериал игнорирует события фильма «Робокоп 3», а многие имена персонажей из фильмов были изменены. Председатель OCP и его корпорация показаны просто наивными и невежественными, в отличие от их злонамеренного и аморального поведения в фильмах.
«Робокоп возвращается» — канадский телевизионный мини-сериал, выпущенный в 2001 году. Сериал является спин-оффом основной трилогии. Сериал был создан Fireworks Entertainment и показан MGM Television. Состоит из четырех эпизодов полной длины: «Правосудие тьмы», «Переплавка», «Воскрешение» и «Разрушить и сжечь». Все четыре эпизода были выпущены на DVD.

### Мультсериалы
«Робокоп» — мультсериал 1988 года, основанный на первом фильме.
«Робокоп: Команда Альфа» — мультсериал 1998—1999 годов.

### Компьютерные игры
В игре RoboCop versus The Terminator приобретает цель уничтожить «Скайнет».
Является гостевым бойцом в игре Mortal Kombat 11 с 26 мая 2020 года в качестве DLC.
RoboCop: Rogue City вышла 2 ноября 2023 года

## Образ персонажа

### Программное обеспечение
По аналогии с тремя законами робототехники Айзека Азимова, действия Робокопа ограничены следующими директивами:
- Служить обществу;
- Защищать невиновных;
- Соблюдать закон.

Разработчики предусмотрели и четвёртую, секретную директиву, запрещающую действия, направленные против руководителей «OCP» (впоследствии эта директива была удалена).
Сюжет каждого фильма, так или иначе, связан с сознательным нарушением директив, которое становится возможным благодаря проявлениям человеческой сущности киборга.
Во втором фильме количество директив было многократно увеличено, чтобы сковать «свободу воли» Робокопа. Однако исполнение множества несогласованных, абстрактно сформулированных директив привело к нарушению адекватного поведения киборга. Проблему решил сам Робокоп, спровоцировав высоковольтный удар электрическим током, повредивший участок памяти, содержащий директивы.

### Устройство и оружие

#### Оригинальная серия
Описание основано на первых трёх фильмах франшизы и телесериале.
Корпус Робокопа представляет собой модель тела человека. Создан с применением сплавов на основе титана, тем не менее сохранивших магнитные свойства. Корпус хорошо бронирован, большинство видов холодного и огнестрельного оружия не представляют угрозы. Фронтальная броня может выдержать попадание 20-миллиметрового снаряда (калибр пушек робота ED-209). Сервоприводы корпуса развивают усилие, многократно превышающее возможности человеческого тела.
В фильмах не говорится, как много органики от оригинального тела Алекса было сохранено при киборгизации, однако Робокопу необходима пища для поддержания жизнедеятельности биологических компонентов системы. Для этого в участке находится специальный автомат с питательной пастой наподобие детского питания. Там же для Алекса оборудовано специальное кресло, в котором он находится в состоянии покоя и перезаряжает встроенный блок питания.
На лицевой стороне головы Робокопа расположено лицо Алекса Мёрфи, пересаженое на металлический череп. В рабочем состоянии оно скрыто шлемом со смотровой щелью. Шлем крепится к голове двумя винтами в височных областях с правой и с левой стороны, оставляя нижнюю часть лица открытой (что вызвало ряд нареканий у зрительской аудитории с точки зрения безопасности такого технического решения). В мини-сериале «Робокоп возвращается»  показано, что конструкция шлема в итоге была обновлена, и теперь Алекс может снять его в любой момент, как самый обычный.
Поверхность корпуса Робокопа имеет серебристый цвет, за исключением фрагментов в районе шеи и живота, сочленений суставов, а также поверхности кистей рук.
В правом бедре расположено выдвижное механизированное крепление для автоматического пистолета специальной конструкции. Вместо кисти левой руки также может крепиться совмещённое оружие: автомат, огнемёт и ракетная установка (только в третьем фильме).
В правой кисти расположен коммутационный штекер в виде длинного острого лезвия, выдвигающегося при необходимости для подключения к базе данных Полицейского департамента. В первой части фильма данным приспособлением Робокоп воспользовался как холодным оружием.
В стопы встроены металлические крепления для фиксации положения тела, что позволяет выдержать удар автомобиля (эпизод в сериале).
Робокоп укомплектован автоматическим пистолетом (стреляющим как правило очередями по 3 патрона) Auto-9 (модифицированная Beretta 93R) калибра .380 с ёмкостью магазина 50 патронов и скорострельностью 600 выстрелов в минуту. В телесериале установлено, что пистолет закодирован только для использования Робокопом, хотя существует незакодированный прототип. Для поражения бронированных целей Робокоп использовал полуавтоматическую снайперскую винтовку «Кобра» калибра .50 BMG (Примечание: данная винтовка, аналог винтовки «Barret», была позаимствована у банды антагонистов и не является частью комплектного вооружения). В фильме «Робокоп» в качестве неё выступает снайперская винтовка Barrett M82A1A, а в фильме «Робокоп 2» — Pauza P-50. Может использовать иное доступное оружие, например электрическое ружье (Магна) или Мощный пучок лазера.
В фильме «Робокоп 3» также появляется реактивный ранец, который Робокоп может использовать для полёта и подзарядки собственной системы.
Робокоп передвигается на модифицированном легковом автомобиле полицейских подразделений Америки середины 80-х годов Ford Taurus, окрашенном в чёрный матовый цвет.
В разных частях классической франшизы Робокоп демонстрирует довольно противоречивые примеры своих динамических и двигательных способностей. Его движения резко механичны, ограниченны и непластичны, он почти не переходит в бег (единичный пример: отбежал в сцене, где один из антагонистов врезался на автомобиле в ёмкость с химическими отходами). При этом способен поймать рукой летящую пулю (начало 3-й части фильма).

#### Ремейк 2014 года
В ремейке 2014 года конструкция Робокопа претерпела значительные изменения. Согласно сюжету на Алекса Мёрфи было совершено покушение: он пострадал от взрыва собственного автомобиля, заминированного преступной группировкой, в результате ослепнув на один глаз, лишившись слуха, левой ноги, левой руки, оставшись парализованным и впав в кому. Согласие на использование тела Алекса для реализации проекта «Робокоп» было дано лично его супругой Кларой Мёрфи под давлением представителей корпорации OmniCorp. Мотивом данного поступка с её стороны была надежда обеспечить мужу более полноценное существование после несчастного случая.
Для перевоплощения Алекса в киборга его врач и главный конструктор OmniCorp, доктор Деннет Нортон, сохранил ему головной мозг, лицо, лёгкие, сердце и правую кисть руки. Повреждённые доли мозга были заменены чипами (что не отразилось на рассудке и эмоциях), а ослепший глаз заменили на электронный. Мозг, лёгкие и сердце были помещены внутрь специальных эргономичных контейнеров с прозрачной оболочкой, позволяющих демонстрировать зрителю пугающий вид Алекса без механического костюма. Лицо Мёрфи было оставлено без каких-либо внешних изменений. Остальное биологическое тело получило замену механическими элементами. Изначально Робокопу придали стиль из оригинального фильма, впоследствии он заменяется на черный.
Лицевая защитная маска на голове не является статичной частью шлема и опускается при необходимости по желанию Мёрфи. На обновлённом костюме она выполнена из чёрного удароустойчивого пластика; при активизации защитного режима на ней появляется красная полоса, имитирующая смотровую щель классического костюма.
Электроника Робокопа обладает многофункциональными возможностями, такими как:
- Беспроводная коммутация с базами данных и электронными системами городских служб.
- Анализ подозреваемых по базе преступников.
- Доступ к телефонной базе данных.
- Поиск людей по камерам видеонаблюдения в городе.
- Подсчёт количества потенциальных угроз.
- Виртуальная реконструкция картины преступлений.
- Тепловидение.
- Сканирование психологического состояния человека на текущий момент.
- Некоторые другие возможности.

Отвечая тенденциям современного кинематографа, Робокоп в ремейке 2014 года обладает молниеносностью и одновременно плавностью движений, способностью к бегу и прыжкам на значительную высоту, превышающую человеческий рост.
В арсенал Робокопа входят пистолет, в числе прочего стреляющий электрошоковыми пулями, и крупнокалиберный автомат.
Служебный транспорт — спортивный мотоцикл с сигнальной сиреной и полицейскими проблесковыми маячками спереди и сзади.
В отличие от классического сюжета, в ремейке Алекс Мёрфи не теряет идентификацию своей личности после пережитого несчастного случая и дальнейшего перевоплощения в киборга. Он полностью сохраняет воспоминания и испытывает естественные переживания в связи со случившимся. Проблемы самовосприятия и эмоционального состояния возникают позднее, в результате намеренного снижения уровня гормонов в системе по приказу разработчиков для экстренной стабилизации психики Алекса после неудачного онлайн-подключения к полицейской базе данных.
В отличие от оригинала, в ремейке у Алекса нет директив, корректирующих и ограничивающих его действия. Однако, как и дроиды модели EM-208, он неспособен причинить вред людям с электронными браслетами, которые идентифицируют их как ВИП-объекты.

## Критика и отзывы
Персонаж получил в целом положительные отзывы критиков.
- Журнал «Мир Фантастики» поставил Робокопа на 3 место в списке «Самые-самые роботы»[4].